# بيك أوف ذا ليتر
بيك أوف ذا ليتر (بالإنجليزية: Pick of the Litter)‏ هو فيلم وثائقي أٌنتج في الولايات المتحدة وصدر في سنة 2018. من بطولة جانيت جيرهيرت، رونالد ستروثر، كريستين بنينغر.

## القصة
يتبع فيلم بيك أوف ذا ليتر مجموعة من صغار الكلاب، منذ ولادتهما، وحتى تعلمهما كيفية إرشاد الأشخاص الذين فقدوا بصرهم في قصة وثائقية عن التضحية والوفاء.

## وصلات خارجية
- بيك أوف ذا ليتر على موقع IMDb (الإنجليزية)
- بيك أوف ذا ليتر على موقع روتن توميتوز (الإنجليزية)
- بيك أوف ذا ليتر على موقع بوكس أوفيس موجو (الإنجليزية)
- بيك أوف ذا ليتر على موقع قاعدة بيانات الفيلم (الإنجليزية)
- بيك أوف ذا ليتر على موقع ليتربوكسد (الإنجليزية)
- بيك أوف ذا ليتر على موقع كينوبويسك (الروسية)
- بيك أوف ذا ليتر  في قاعدة بيانات الأفلام على الإنترنت (بالإنجليزية)
- Guide Dogs for the Blind